# 8e Primetime Emmy Awards
De 8e Primetime Emmy Awards, waarbij prijzen werden uitgereikt in verschillende categorieën voor de beste Amerikaanse televisieprogramma's die in primetime werden uitgezonden tijdens het televisieseizoen 1955-1956, vond plaats op 17 maart 1956.

## Winnaars en nominaties - televisieprogramma's
(De winnaars staan bovenaan in vet lettertype.)

#### Dramaserie
(Best Dramatic Series)
- Producers' Showcase
  - Climax!
  - Goodyear Television Playhouse
  - Studio One
  - The United States Steel Hour

#### Komische serie
(Best Comedy Series)
- The Phil Silvers Show
  - The Bob Cummings Show
  - Caesar's Hour
  - The George Gobel Show
  - The Jack Benny Program
  - Make Room for Daddy

#### Actie- of avonturenserie
(Best Action or Adventure Series)
- Disneyland
  - Alfred Hitchcock Presents
  - Murder Investigation
  - Gunsmoke
  - The Lineup

## Winnaars en nominaties - acteurs

### Hoofdrollen

#### Mannelijke hoofdrol
(Best Actor - Continuing Performance)
- Phil Silvers als Ernest G. 'Ernie' Bilko in The Phil Silvers Show
  - Robert Cummings als Bob Collins in The Bob Cummings Show
  - Jackie Gleason als Ralph Kramden in The Honeymooners
  - Danny Thomas als Danny Williams in Make Room for Daddy
  - Robert Young als James 'Jim' Anderson in Father Knows Best

#### Vrouwelijke hoofdrol
(Best Actress - Continuing Performance)
- Lucille Ball als Lucy Ricardo in I Love Lucy
  - Gracie Allen als Gracie Allen in The George Burns and Gracie Allen Show
  - Eve Arden als Connie Brooks in Our Miss Brooks
  - Jean Hagen als Margaret Williams in Make Room for Daddy
  - Ann Sothern als Susie McNamara in Private Secretary

### Bijrollen

#### Mannelijke bijrol
(Best Actor in a Supporting Role)
- Art Carney als Ed Norton in The Honeymooners
  - Ed Begley als Andy Sloane in Kraft Television Theatre
  - William Frawley als Fred Mertz in I Love Lucy
  - Carl Reiner voor verscheidene rollen in Caesar's Hour
  - Cyril Ritchard als Captain Hook in Producers' Showcase

#### Vrouwelijke bijrol
(Best Actress in a Supporting Role)
- Nanette Fabray als Nanette Fabray in Caesar's Hour
  - Ann B. Davis als Charmaine Schultz in The Bob Cummings Show
  - Audrey Meadows als Alice Kramden in The Honeymooners
  - Thelma Ritter in Goodyear Television Playhouse